# Robert Baberske
Robert Baberske (Berlino, 1º maggio 1900 – Berlino, 27 marzo 1958) è stato un direttore della fotografia tedesco.

## Biografia
Entrò nell'industria cinematografica come assistente operatore di Karl Freund grazie al fratello, allora impiegato della casa di produzione Messter Film. Grazie alla sua abilità tecnica nel 1934 fu messo sotto contratto dall'UFA, e durante gli anni del nazismo fotografò diversi film di propaganda. Durante la guerra si mise in salvo rifugiandosi con una troupe in Tirolo, fingendo di girare un film romantico per l'UFA. Nel dopoguerra si ritrovò a lavorare a Berlino Est, prima per la CCC-Produktion e in seguito per la Deutsche Film AG.

## Filmografia parziale

### Cinema
- Der tote Gast, regia di Karl Freund (1921)
- Die Abenteuer eines Zehnmarkscheines, regia di Berthold Viertel (1926)
- La signora che non vuole bambini (Madame wünscht keine Kinder), regia di Alexander Korda (1926)
- Der Sohn der Hagar, regia di Fritz Wendhausen (1927)
- Berlino - Sinfonia di una grande città (Berlin - Die Sinfonie der Großstadt), regia di Walter Ruttmann (1927)
- Doña Juana, regia di Paul Czinner (1928)
- A Knight in London, regia di Lupu Pick (1928)
- Sant'Elena (Napoleon auf St. Helena), regia di Lupu Pick (1929)
- Lohnbuchhalter Kremke, regia di Marie Harder (1930)
- Dolly macht Karriere, regia di Anatole Litvak (1930)
- Gassenhauer, regia di Lupu Pick (1931)
- Mai più l'amore (Nie wieder Liebe!), regia di Anatole Litvak (1931)

- Calais-Douvres, regia di Jean Boyer e Anatole Litvak (1931)
- La tragedia della miniera (Kameradschaft), regia di Georg Wilhelm Pabst (1931)
- Ronny, regia di Reinhold Schünzel (1931)
- Ronny, regia di Roger Le Bon e Reinhold Schünzel (1931)
- So ein Mädel vergißt man nicht, regia di Fritz Kortner (1932)
- Es wird schon wieder besser, regia di Kurt Gerron (1932)
- Questa notte o mai più (Das Lied einer Nacht), regia di Anatole Litvak (1932)
- L'avventura felice (Das schöne Abenteuer), regia di Reinhold Schünzel (1932)
- La Belle Aventure, regia di Roger Le Bon e Reinhold Schünzel (1932)
- Avventura di una bella donna (Das Abenteuer einer schönen Frau), regia di Henry Koster (1932)
- La Chanson d'une nuit, regia di Anatole Litvak (1933)
- Segreto ardente (Brennendes Geheimnis), regia di Robert Siodmak (1933)
- Das häßliche Mädchen, regia di Henry Koster (1933)
- Spione am Werk, regia di Gerhard Lamprecht (1933)
- Johannisnacht, regia di Willy Reiber (1933)
- Kleines Mädel - großes Glück, regia di E. W. Emo (1933)
- Keine Angst vor Liebe, regia di Hans Steinhoff (1933)
- Schön ist jeder Tag den Du mir schenkst, Marie Luise, regia di Willy Reiber (1934)
- Hanneles Himmelfahrt, regia di Thea von Harbou (1934)
- Jede Frau hat ein Geheimnis, regia di Max Obal (1934)
- Ich heirate meine Frau, regia di Johannes Riemann (1934)
- Besuch am Abend, regia di Georg Jacoby (1934)
- Glückspilze, regia di Robert Adolf Stemmle (1935)
- Die törichte Jungfrau, regia di Richard Schneider-Edenkoben (1935)
- Fammi felice (Mach' mich glücklich), regia di Arthur Robison (1935)
- Les Époux célibataires, regia di Jean Boyer e Arthur Robison (1935)
- Un delitto a bordo (Einer zuviel an Bord), regia di Gerhard Lamprecht (1935)
- Un homme de trop à bord, regia di Gerhard Lamprecht e Roger Le Bon (1935)
- Le spie di Napoleone (Der höhere Befehl), regia di Gerhard Lamprecht (1935)
- Irene, regia di Reinhold Schünzel (1936)
- La nona sinfonia, regia di Douglas Sirk (1936)
- Una notte d'incanto, regia di Georg Jacoby (1938)
- Preußische Liebesgeschichte, regia di Paul Martin (1938)
- Quando comincia l'amore, regia di Josef von Báky (1939)
- I Rothschild, regia di Erich Waschneck (1940)
- Tra Amburgo e Haiti, regia di Erich Waschneck (1940)
- Träumerei, regia di Harald Braun (1944)
- Unser täglich Brot, regia di Thea von Harbou (1949)
- Der Untertan, regia di Wolfgang Staudte (1951)
- Die Geschichte vom kleinen Muck, regia di Wolfgang Staudte (1953)
- Die Schönste, regia di Ernesto Remani e Walter Beck (1957)